# Ibrahim Afellay
Ibrahim Afellay (Utrecht, Països Baixos, 2 d'abril de 1986) és un exfutbolista professional neerlandès, d'ascendència amaziga. Format com a migcampista al PSV Eindhoven de l'Eredivisie, on va arribar a ser el capità, el va fitxar el FC Barcelona, però no hi va triomfar.

## Trajectòria esportiva

### PSV Eindhoven
Va iniciar la seva carrera esportiva a l'USV Elinwijk, abans que el 4 de febrer de 2004 debutés en el professionalisme amb el PSV Eindhoven, en un partit de la Copa dels Països Baixos davant del NAC Breda. Deu dies després va debutar a l'Eredivisie davant del FC Twente. En la campanya 2003/04 penes va jugar tres partits. A la 2004/05 va jugar en set partits.
El 15 de maig de 2005 va jugar davant el Feyenoord, i va deixar una bona impressió, marcant dos gols. Després va marxar afermant en l'onze inicial des de la temporada 2005/06, en part a conseqüència de la marxa de Johann Vogel i Mark van Bommel. Des d'aquest instant va ser un dels puntals de l'equip en l'obtenció de tres lligues (2006, 2007 i 2008), i en la consecució de bons resultats en la Lliga de Campions. El 24 d'octubre de 2010 va participar amb el seu equip, el PSV Eindhoven, en la històrica victòria davant el Feyenoord Rotterdam per 10:0, marcant el segon gol del seu equip.

### FC Barcelona
El 16 de novembre de 2010 el PSV Eindhoven i el FC Barcelona van acordar la incorporació del jugador a l'equip blaugrana, recomanat per Pep Guardiola. El fitxatge es materialitzà el 24 de desembre del 2010. El FC Barcelona pagà pel jugador 3 milions d'euros i es comprometé a jugar un partit amb el PSV Eindhoven, a banda d'una participació en els ingressos que es poguessin obtenir en un hipotètic traspàs en el futur.
El 2 de febrer de 2011, Afellay va marcar el seu primer gol amb la samarreta del Barça, en el partit de tornada de les semifinals de la Copa del Rei, contra la UD Almeria, partit que acabaria 3 a 0 a favor del conjunt barcelonista.
El 27 d'abril de 2011 entrà des de la banqueta en el partit d'anada de la semifinal de la Lliga de Campions contra el Reial Madrid CF i va ser decisiu pel fet que va assistir el primer gol al seu company Lionel Messi, en un partit que s'acabaria guanyant per 0-2.
El 21 de maig de 2011, Afellay anotà el seu segon gol amb l'elàstica blaugrana, en l'última jornada de la lliga, contra el Màlaga CF; fou el segon gol d'un partit que acabaria 3-1, gràcies a altres gols de Bojan Krkić i de Marc Bartra.
El 28 de maig de 2011, es proclamà campió d'Europa quan el Barça va guanyar el Manchester United FC a la final de la Lliga de Campions de la UEFA per 3-1, amb gols de Pedro, Messi i Villa, i de Wayne Rooney per als Red Devils.
El 3 d'octubre de 2011, fou operat d'una greu lesió al genoll dret, en què se li va reconstruir el lligament encreuat anterior, després que se l'hagués trencat en un entrenament. Anteriorment, només havia patit lesions musculars de poca importància.

### Schalke 04
El 31 d'agost del 2012 el Barça va fer oficial la cessió del jugador al Schalke 04 alemany.

### Retorn al FC Barcelona
Després de la cessió, durant l'estiu de 2013, el jugador no comptava per la nova direcció del Barça, una lesió li va impedir d'efectuar la pretemporada, i no va poder ser traspassat o cedit abans que es tanqués el mercat d'estiu, raó per la qual el club li va assignar dorsal per a la temporada 2013-14.

#### Cessió a l'Olympiacos
El 10 d'agost de 2014 l'Olympiakos FC va anunciar la incorporació d'Afellay, que hi va signar un contracte per un any, fins a 2015, que coincideix amb la data en què acaba el seu contracte amb el FC Barcelona.

### Stoke City
El juliol de 2015, un cop acabat el seu contracte amb el FC Barcelona, va fitxar per l'Stoke City anglès, on també hi havia els exblaugrana Bojan Krkic i Marc Muniesa.

## Palmarès

### PSV Eindhoven
- 4 Eredivisie (2005, 2006, 2007, 2008)
- 1 Copa dels Països Baixos (2005)
- 1 Supercopa dels Països Baixos

### Futbol Club Barcelona
- 1 Lliga Espanyola (2010-11)
- 1 Copa del Rei (2011-12)
- 1 Lliga de Campions (2010-11)
- 2 Supercopes espanyoles (2011 i 2013[13])
- 1 Supercopa d'Europa (2011)
- 1 Campionat del Món de Club (2011)